# Rott (Inn, Rott am Inn)
Die Rott ist ein linker Nebenfluss des Inns in Oberbayern.

## Name
Die Rott wurde 771 als Rote fluminis erstmals urkundlich erwähnt. Der Name bedeutet „die Rote“.

## Geographie

### Verlauf
Die Rott hat ihren Ursprung in einem Moorgebiet nordwestlich von Thann. Zuerst in südlicher Richtung fließend, wendet sich die Rott in einem weiten Bogen nach Norden und fließt am westlichen Ortsrand von Großkarolinenfeld entlang. Hier unterquert sie die Bahnstrecke München–Rosenheim. Die nächsten Kilometer bis Friesing fließt die Rott etwa parallel zum weiten Tal des Inns durch ein sich bis zu 20 m in die Landschaft einschneidendes Tal.
Im Inntal fließt die Rott in nordöstlicher Richtung und unterquert die Bundesstraße 15 und die Bahnstrecke Rosenheim–Mühldorf. Bis zur Regulierung des Inns mündete die Rott im Bereich des heutigen Wasserkraftwerks Feldkirchen in den Inn. Heute befindet sich die Mündung etwa drei Kilometer weiter nördlich.    
Um bei Hochwasser des Inns eine Überflutung zu verhindern, ist der größte Teil des Laufs der Rott im Inntal von Hochwasserdeichen begleitet und die Rott zu einem engen, unnatürlichem Gewässer geworden. Ab der Einmündung des größtenteils von der Mangfall gespeisten Hammerbachs verläuft die Rott für die letzten 2 km im den Inn begleitenden Auwald.

### Zuflüsse
Zuflüsse vom Ursprung zur Mündung. Auswahl.
- Aschach, von rechts und Südwesten auf ca. 464 m ü. NHN bei Großkarolinenfeld
Ab diesem Zufluss zieht die Rott ungefähr nordostwärts.
- Erlbach, von rechts und Süden auf ca. 463 m ü. NHN in Großkarolinenfeld
- Riederbach, von links und Westen auf ca. 455 m ü. NHN südöstlich von Großkarolinenfeld-Tattenhausen
- Markgraben, von links und Westen auf ca. 447 m ü. NHN nach der Gemeindegrenze zu Schechen
- Klitzlroth, von links und Westsüdwesten auf ca. 444 m ü. NHN bei Schechen-Wurzach
- Herrenwiesgraben, von links und Westen auf ca. 444 m ü. NHN bei Schechen-Zoß
- Moosbach, von rechts und Süden auf ca. 435 m ü. NHN bei Schechen-Rottmühle
- Hubergraben, von links und Westen auf ca. 435 m ü. NHN bei Rottmühle
- Hammerbach, von rechts und Süden auf ca. 432 m ü. NHN südöstlich von Rott am Inn-Lengdorf
- Rabenbach, von links und Südwesten auf ca. 432 m ü. NHN nordöstlich von Lengdorf

### Ortschaften
Ortschaften am Lauf mit ihren Zugehörigkeiten. Nur die Namen tiefster Schachtelungsstufe bezeichnen Siedlungsanrainer.
Landkreis Rosenheim
- Stadt Bad Aibling
  - Seebichl (2 Häuser)
- Gemeinde Großkarolinenfeld
  - Thann (Kirchdorf)
- Stadt Bad Aibling
  - Moos (Dorf, überwiegend rechts)
- Gemeinde Großkarolinenfeld
  - Krabichl (Weiler, links in etwas Abstand)
  - Hub (Dorf, links)
  - Riedhof (Einöde, rechts)
  - Großkarolinenfeld (Pfarrdorf, überwiegend rechts)
  - Filzen (Dorf, rechts)
  - Rott (Weiler, links in etwas Abstand)
  - Schwaig (Einöde, links in etwas Abstand)
- Gemeinde Schechen
  - Rottmühle (Weiler, rechts)
- Gemeinde Großkarolinenfeld
  - Frauenholz (Einöde, links am Hang)
- Gemeinde Schechen
  - Haidach (Weiler, rechts am Taltrauf)
  - Ziegelreuth (Weiler, rechts am Taltrauf)
  - Zoß (Weiler, links am Taltrauf)
  - Berg (Einöde, rechts am Taltrauf)
  - Friesinger Mühle (Einöde, rechts) zum Weiler Friesing am Taltrauf
  - Geharting (Einöde, links am Mittelhang)
  - Rottmühle (Weiler)
  - Oberwöhrn (mehrere Einöden)
- Gemeinde Rott am Inn
  - Unterwöhrn (Streusiedlungsdorf, überwiegend links und in etwas Abstand)

### Mühlen an der Rott
Im Verlauf der Rott gab es mehrere Mühlen:
- Rottmühle bei Tattenhausen ⊙
- (Säge)mühle bei Ziegelreuth[BA 4] ⊙ (abgegangen)
- Friesinger Mühle bei Friesing ⊙
- Rottmühle; ebenfalls nahe Friesing ⊙

### BayernAtlas („BA“)
Allgemeiner Einstieg ohne Voreinstellungen und Layer: BayernAtlas der Bayerischen Staatsregierung (Hinweise)
1. 1 2  Höhe abgefragt auf dem Hintergrundlayer Amtliche Karte (Rechtsklick).
2. ↑  Höhe abgefragt auf dem Hintergrundlayer Geländerelief (Rechtsklick).
3. 1 2  Hintergrundlayer "Historische Karte"
4. ↑  Hintergrundlayer "Zeitreise" - Herausgabejahr 1921

### Gewässerverzeichnis Bayern („GV“)
1. 1 2  Länge und Einzugsgebiet nach: Gewässerverzeichnis - Gesamttabelle